# Jukkasjärvi distrikt
Jukkasjärvi distrikt är ett distrikt i Kiruna kommun och Norrbottens län. Distriktet ligger omkring Kiruna i norra Lappland och gränsar till Norge. Befolkningsmässigt är distriktet landskapets största.

## Tidigare administrativ tillhörighet
Distriktet inrättades 2016 och utgörs av en del av Jukkasjärvi socken i Kiruna kommun.
Området motsvarar den omfattning Jukkasjärvi församling hade vid årsskiftet 1999/2000 och som den fick 1913 efter utbrytning av Vittangi församling.

## Tätorter och småorter
I Jukkasjärvi distrikt finns tre tätorter och fyra småorter.

### Tätorter
- Jukkasjärvi
- Kiruna
- Laxforsen

### Småorter
- Abisko
- Hietaniemi
- Kurravaara
- Piksinranta